# El Caire Confidencial
El Caire Confidencial, originalment en àrab: حادث النيل هيلتون, Ḥādiṯ an-Nīl Hīltūn, ‘L'incident del Nil Hilton’, és una pel·lícula de thriller del 2017 dirigida per Tarik Saleh. Es tracta d'una coproducció internacional entre Suècia, Alemanya, Dinamarca, Marroc i França. Es va projectar a la secció Competició Mundial de Cinema Dramàtic del Festival de Cinema de Sundance. Va ser guardonada amb el Gran Premi del Jurat de Cinema Mundial: Drama. La pel·lícula tracta la corrupció de la policia egípcia abans de la Revolució del 25 de gener. La trama està inspirada en l'assassinat de la cantant àrab libanesa Suzanne Tamim a Dubai el 2008. A la 53a edició dels premis Guldbagge, la pel·lícula va guanyar cinc premis, inclòs el de millor pel·lícula. S'ha subtitulat al català.

## Repartiment
- Fares Fares com a Noredin Mostafa
- Mari Malek com a Salwa
- Yasser Ali Maher com a Kammal Mostafa
- Ahmed Selim com a Hatem Shafiq
- Hania Amar com a Gina
- Mohamed Yousry com a Momo
- Slimane Dazi com a home d'ulls verds
- Hichem Yacoubi com a Nagui
- Ger Duany com a Clinton